# Potencial escalar magnético
O potencial escalar magnético, ψ, é uma quantidade no eletromagnetismo clássico análoga ao potencial elétrico. É usado para especificar o campo magnético H [en] nos casos em que não há correntes livres [en], de maneira análoga ao uso do potencial elétrico para determinar o campo elétrico na eletrostática. Um uso importante de ψ é determinar o campo magnético devido a ímãs permanentes quando sua magnetização [en] é conhecida. O potencial é válido em qualquer região com densidade de corrente zero, portanto, se as correntes estiverem confinadas a fios ou superfícies, soluções fragmentadas podem ser unidas para fornecer uma descrição do campo magnético em todos os pontos do espaço.

## Potencial escalar magnético

Potencial escalar magnético de ímãs cilíndricos planos codificados como cores de positivo (magenta) a zero (amarelo) a negativo (ciano).

O potencial escalar é uma quantidade útil para descrever o campo magnético, especialmente para ímãs permanentes.
Onde não há corrente livre,
{\displaystyle \nabla \times \mathbf {H} =\mathbf {0} ,}
então, se isso ocorrer em um domínio simplesmente conexo, podemos definir um potencial escalar magnético, ψ, como
{\displaystyle \mathbf {H} =-\nabla \psi .}
As dimensões de ψ em unidades de base do S.I. são {\displaystyle \mathrm {A} } .
Usando a definição de H:
{\displaystyle \nabla \cdot \mathbf {B} =\mu _{0}\nabla \cdot \left(\mathbf {H} +\mathbf {M} \right)=0,}
segue que
{\displaystyle \nabla ^{2}\psi =-\nabla \cdot \mathbf {H} =\nabla \cdot \mathbf {M} .}
Aqui, ∇ ⋅ M atua como a fonte do campo magnético, assim como ∇ ⋅ P atua como a fonte do campo elétrico. Analogamente à carga elétrica ligada, a quantidade
{\displaystyle \rho _{m}=-\nabla \cdot \mathbf {M} }
é chamada de densidade de carga magnética ligada. Cargas magnéticas {\displaystyle \textstyle {q_{m}=\int \rho _{m}\,\mathrm {d} V}} nunca ocorrem isoladas como monopolos magnéticos, mas apenas dentro de dipolos e em ímãs com uma soma total de carga magnética de zero. A energia de uma carga magnética localizada qm em um potencial escalar magnético é
{\displaystyle Q=\mu _{0}\,q_{m}\psi },
e de uma distribuição de densidade de carga magnética ρm no espaço
{\displaystyle Q=\mu _{0}\int \rho _{m}\psi \,\mathrm {d} V},
onde µ0 é a permeabilidade do vácuo. Isso é análogo à energia {\displaystyle Q=qV_{E}} de uma carga elétrica q em um potencial elétrico {\displaystyle V_{E}}.
Se houver corrente livre, pode-se subtrair as contribuições de corrente livre pela lei de Biot – Savart a partir do campo magnético total e resolver o restante com o método do potencial escalar.